# 菊池小巻
菊池 小巻（きくち こまき、1997年2月22日 - ）は、日本の熊本県熊本市出身の女子フェンシング選手。

## 経歴
専修大学商学部マーケティング学科卒業。4人兄弟の次女であり、7歳違いの兄、5歳違いの姉がいる。
フェンシングを始めたのは4歳からであり、両親共にフェンシング経験者で、父親は地元である熊本市のクラブでコーチをしていた。幼少期から兄と姉と共に練習に励み、始めた当初は父親から、「お兄ちゃん、お姉ちゃんはできるのに、どうしてできないの?」と言われ、「くやしい!負けたくない!」と兄弟に立ち向かっていた。
その後、熊本県立翔陽高等学校へ進み、2015年に専修大学フェンシング部へ入部。
2016年のフェンシングアジアジュニア選手権大会を皮切りに個人と団体優勝を続け、国内、海外で成績を修めている。所属するセガサミーホールディングスでは競技活動を中心に、フェンシングの広報活動も行っていた。
2024年には、パリオリンピックに女子フルーレ団体のリザーブメンバーに選出された。現地時間8月1日に開催された団体戦に東晟良、上野優佳、宮脇花綸とともに出場し、カナダとの3位決定戦で1試合を終えた宮脇花綸と途中交代して2試合に出場した。出場した2試合ともカナダとの点差を広げることに貢献し、最終的に日本がカナダに33-32の1点差で勝利して銅メダルを獲得。日本フェンシング女子で、個人・団体を通じて初めてのオリンピックメダル獲得となった。